# (10297) Lynnejones
(10297) Lynnejones est un astéroïde de la ceinture principale.

## Description
(10297) Lynnejones est un astéroïde de la ceinture principale. Il fut découvert le 14 septembre 1988 à l'observatoire interaméricain du Cerro Tololo par Schelte J. Bus. Il présente une orbite caractérisée par un demi-grand axe de 2,58 UA, une excentricité de 0,07 et une inclinaison de 14,4° par rapport à l'écliptique.